# Tygrys (skała)
Tygrys – skała na szczycie wzgórza Łężec, na której wybudowano Zamek Bąkowiec. Nazwę skały podaje mapa Geoportalu w wersji orto.
Jest to wyniosła skała wapienna o pionowych lub przewieszonych ścianach. Wkomponowano w nią mury obronne i budowle zamkowe. Wspinaczka skalna na niej jest zabroniona.

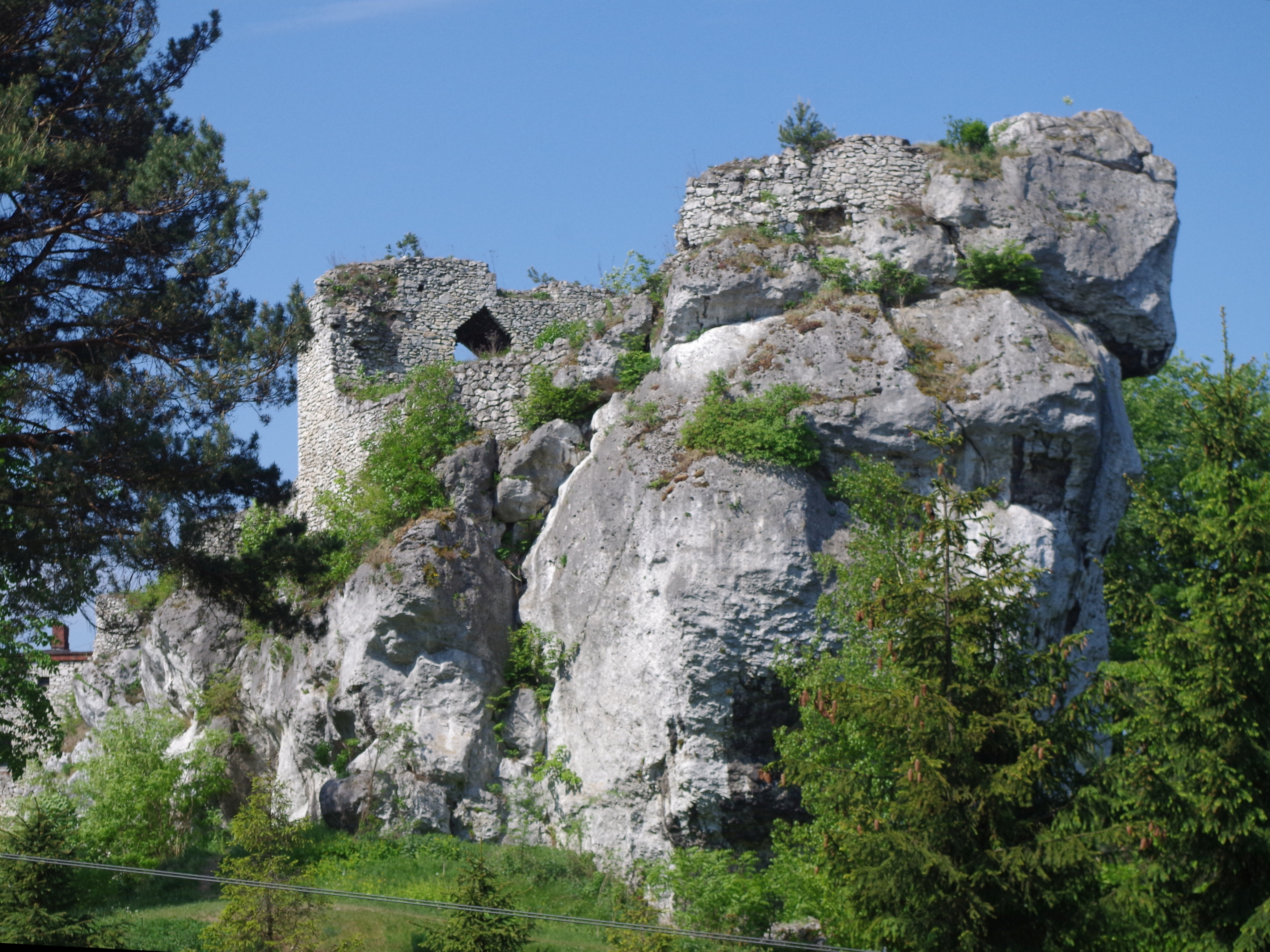
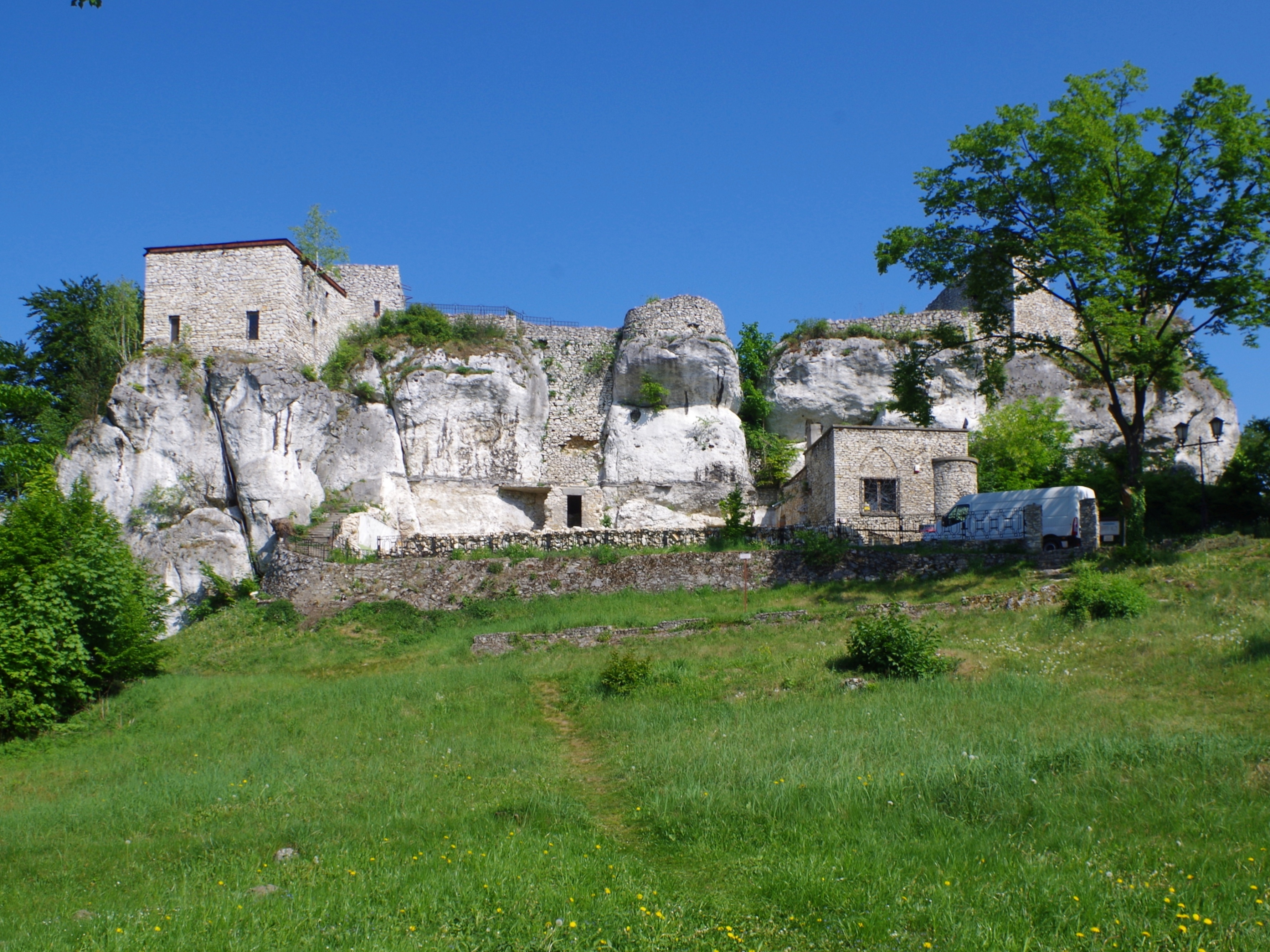
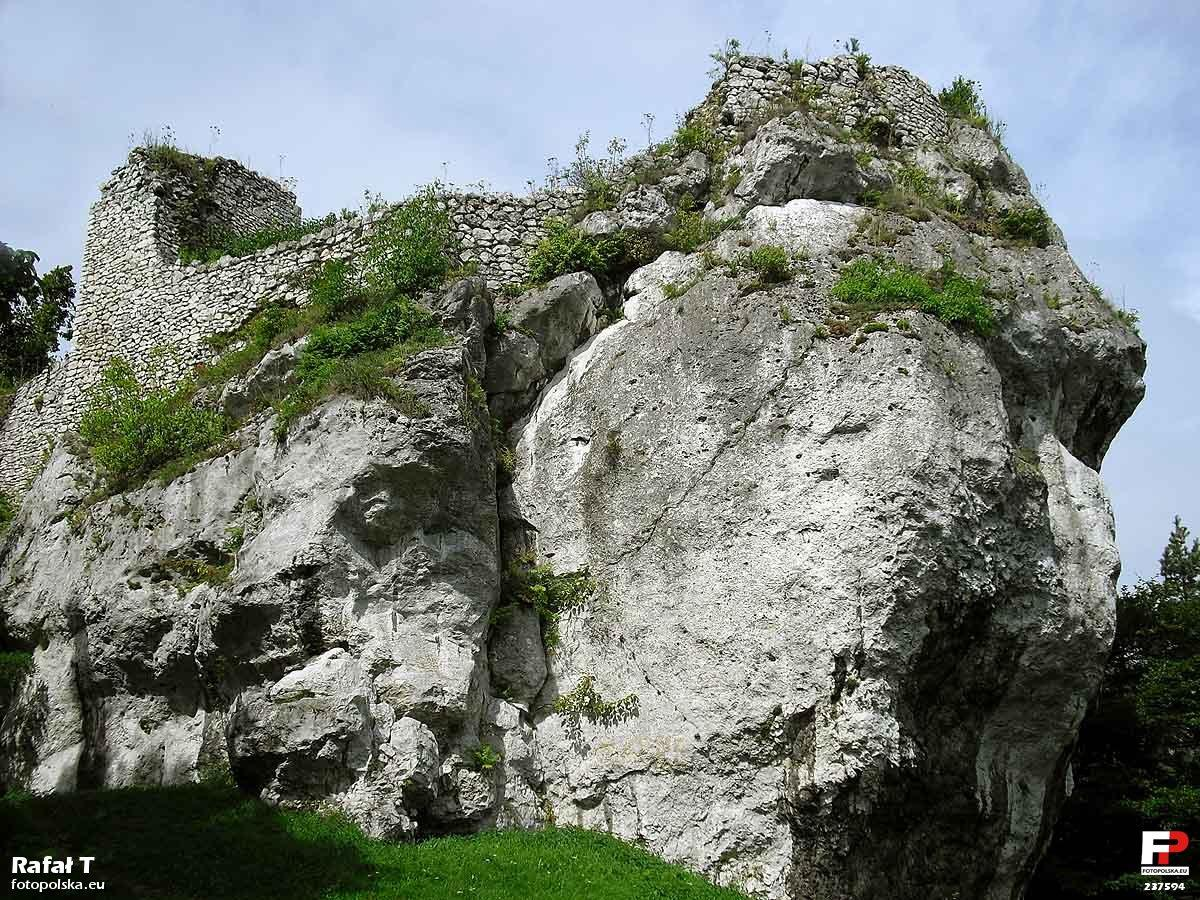
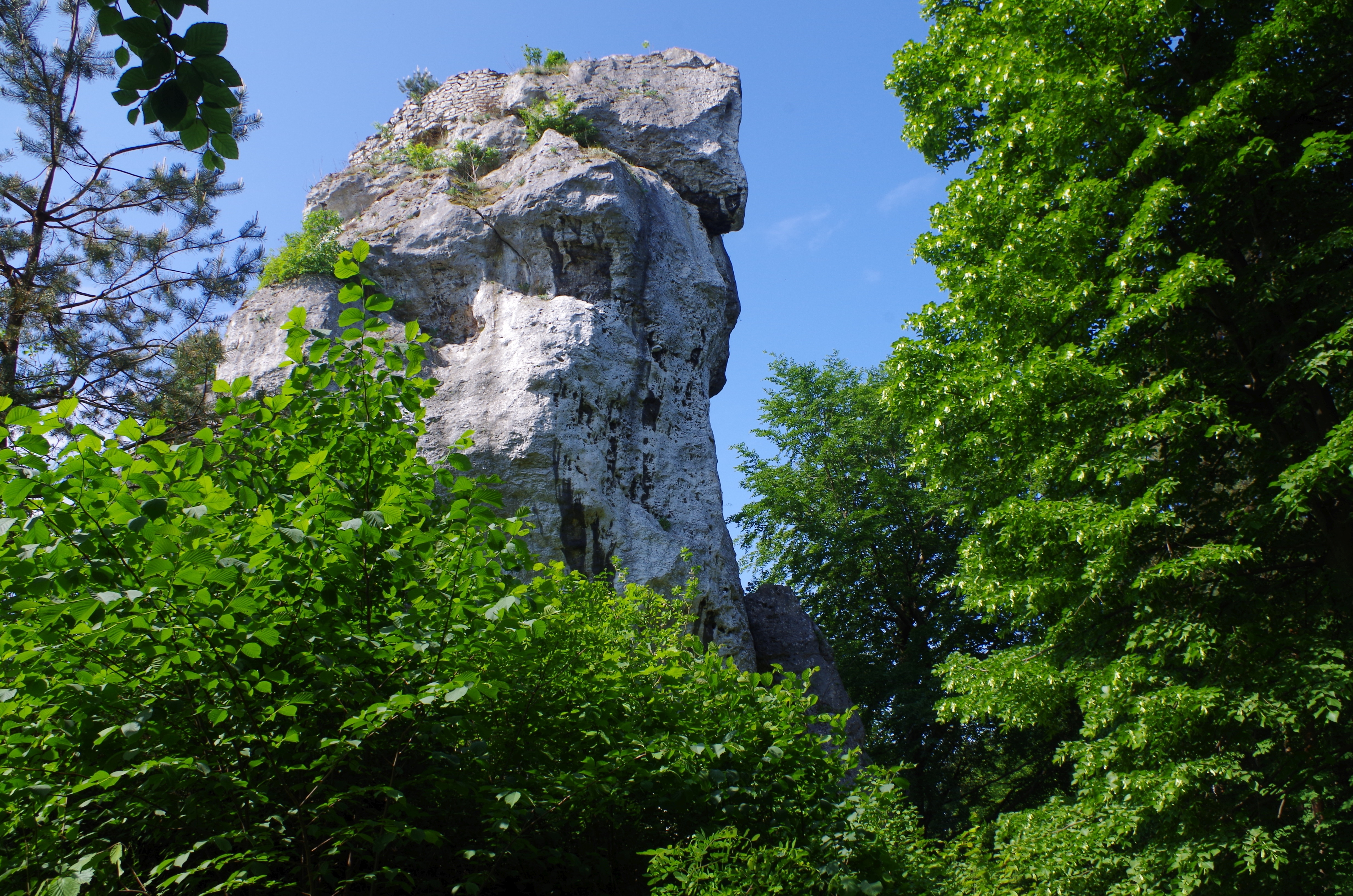